# Torre-fortaleza de Castro de Montes
La torre-fortaleza de Castro de Montes (en gallego: castro dos Montes) es un castillo actualmente en estado ruinoso ubicado en la parroquia de San Miguel de Presqueiras (municipio de Forcarey) de la provincia de Pontevedra (España).
Era uno de los castillos más destacados de la provincia de Pontevedra, y algunos historiadores lo consideran el centro geográfico y político de la zona de Tierra de Montes, ya que en él tenían su residencia los jueces-merinos de la zona.

## Historia

### Castro de Montes y el conde Pedro Enríquez

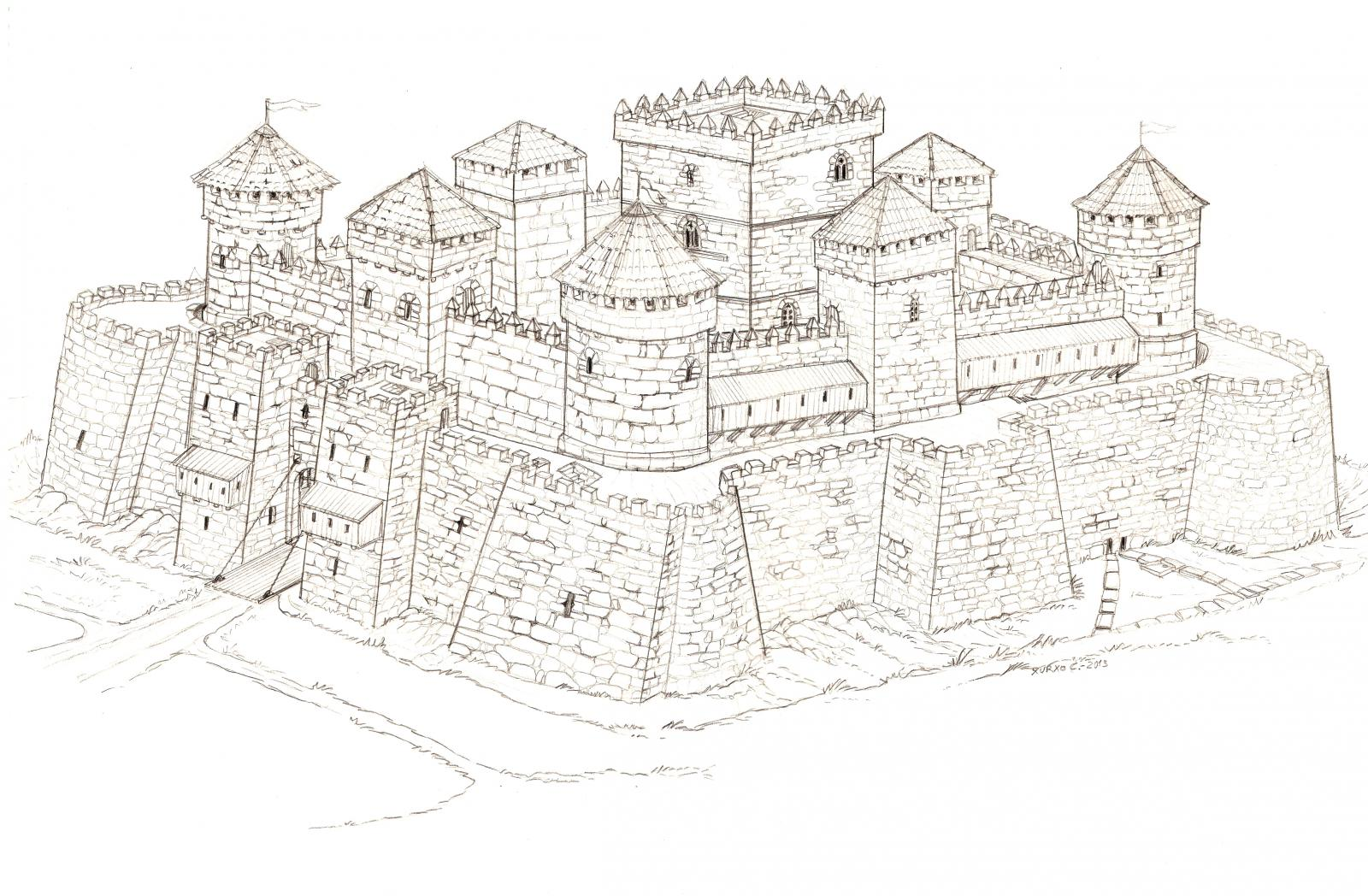
Posible reconstrucción del castillo de la Rocha Forte, que perteneció a los arzobispos de Santiago de Compostela. (Provincia de La Coruña).

En 1384 el arzobispo de Santiago de Compostela, Juan García Manrique, y el conde Pedro Enríquez de Castilla, que era nieto del rey Alfonso XI de Castilla y conde de Trastámara, Lemos y Sarria, iniciaron un pleito por la posesión de diversas fortalezas y propiedades entre las que figuraban la fortaleza y el territorio de Castro de Montes, la torre de la Barreira, que estaba situada en la zona de Tabeirós y era reclamada por ambos magnates junto con las tierras de esa zona, y las casas que el conde había ocupado ilegalmente en la plaza de las Mazarelas de la ciudad de Santiago de Compostela. El pleito se intentó resolver ante la Real Audiencia de Valladolid, siendo los oidores en esos momentos el arzobispo de Toledo, Pedro Tenorio, el obispo de Oviedo, Gutierre de Toledo, y los doctores Álvar Martínez, Juan Alfonso y Pero Fernández, y en la sentencia que pronunciaron en Torrijos acerca del pleito el 17 de marzo de 1384 quedó establecido que el conde de Trastámara, Pedro Enríquez, debería devolver todos esos bienes al arzobispo compostelano en un plazo de treinta días a contar desde la publicación de la sentencia y abonar los costes del proceso, que ascendieron a mil trescientos cincuenta y nueve maravedís.
En la sentencia mencionada anteriormente había quedado establecido que la torre-fortaleza de Castro de Montes y otros bienes deberían ser devueltos por el conde Pedro Enríquez al arzobispo compostelano, pero el conde, alegando diversos derechos y arguyendo «un pretexto detrás de otro», consiguió posponer la aplicación de la sentencia y retuvo todos esos bienes, ya que en el caso de Castro de Montes el conde afirmó que antes había pertenecido a su suegro, el conde Álvar Pérez de Castro, y también alegaba que cuando este último se refugió en Portugal la había cedido a su hija Isabel de Castro, que era la esposa del conde Pedro Enríquez.
Pero el 24 de noviembre de 1388, hallándose el arzobispo Juan García Manrique y el conde Pedro Enríquez en el municipio vallisoletano de Medina del Campo, ambos acordaron someterse al veredicto que emitiera una comisión, a la que otorgaron amplios poderes, que estaba compuesta por Lope Gómez de Lira, Fernán Pérez de Andrade y Juan Rodríguez de Biedma, y quedó establecido que esta comisión o tribunal tendría potestad para hacer cumplir el veredicto que se estableciera acerca de la posesión de los bienes que ambos magnates reclamaban, y para sancionar con una multa de 10.000 doblas de oro castellanas a cualquiera de los dos si no se sometían al veredicto que se pronunciara.
 

El 10 de diciembre de 1388, en Medina del Campo, los miembros de la comisión antes mencionada sentenciaron que el conde de Trastámara jamás había tenido «derecho alguno» sobre el territorio de Tabeirós, ni sobre la torre de la Barreira, ni sobre las casas de la plaza de las Mazarelas de Santiago de Compostela, ni sobre el territorio y la fortaleza de Castro de Montes, por lo que quedaba obligado a «desembargar» y a devolver todas esas propiedades al arzobispo García Manrique y a conseguir que su esposa, la condesa Isabel de Castro, aceptara la sentencia y se comprometiera a respetarla en el futuro. Sin embargo, la sentencia no fue totalmente desfavorable para el conde en el aspecto económico, ya que para evitar que en el futuro se produjeran «discordias et contiendas et debates» quedó establecido que el arzobispo le entregaría en dos plazos consecutivos 300 marcos de plata en concepto de las sumas que el conde había invertido en esas propiedades, y otros 30.000 maravedís «de la moneda vieja» por lo que el conde había gastado en las casas de la plaza de las Mazarelas de Santiago.

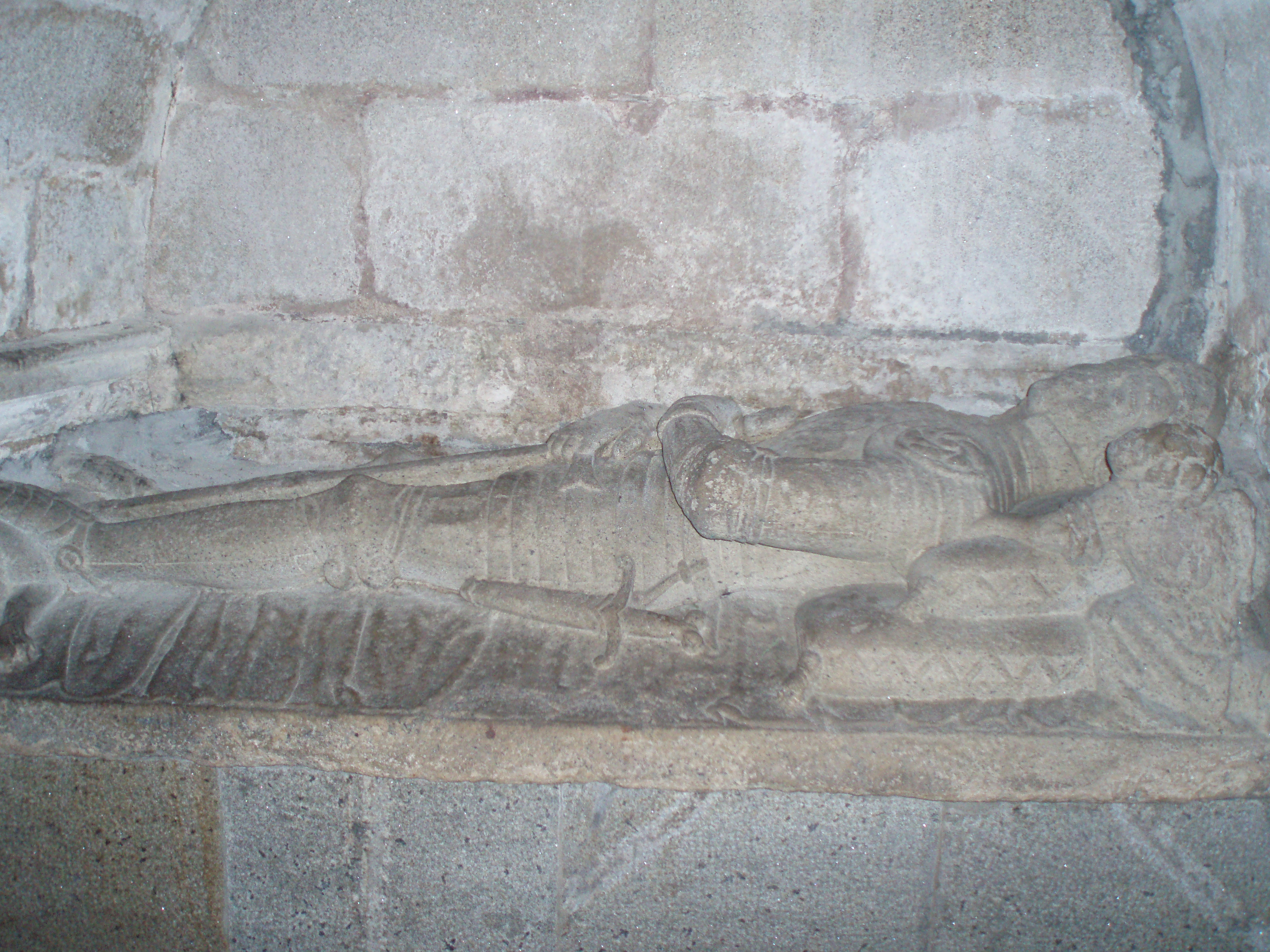
Sepulcro del conde Pedro Enríquez. (Iglesia de San Pedro de Lugo).

Además, el historiador Eduardo Pardo de Guevara y Valdés señaló que el fallo emitido en Medina del Campo perseguía conseguir que el arzobispo y el conde quedaran satisfechos o al menos aceptaran la resolución de la comisión, y también que el pleito quedara resuelto para siempre, por lo que la compensación económica que «diplomáticamente» recibió el conde debe ser, en palabras de dicho autor, «entendida a modo de consolación» por su derrota. Además, la sentencia fue aceptada «sin reserva alguna» por el conde y su esposa, ya que ambos se comprometieron «bajo juramento» a respetar la sentencia en lo sucesivo, y el eclesiástico e historiador Antonio López Ferreiro añadió que en el Archivo arzobispal de Santiago se conservaban las «cartas de pago dadas por el conde» sobre los 300 marcos de plata y los 30.000 maravedís que recibió a modo de compensación. Sin embargo, Pardo de Guevara subrayó el hecho de que aunque la sentencia no hería o desairaba ni al conde ni al arzobispo, sí era una nueva y clara victoria del prelado y ponía de relieve la débil y «poco brillante» posición del conde de Trastámara en la Corte, ya que el arzobispo había sabido defender los intereses de la sede compostelana y contaba, gracias al apoyo de Juan I de Castilla, que era primo carnal del conde Pedro Enríquez, con una inmensa «influencia» en aquellos momentos.
Sin embargo, en sus últimos años de vida el conde Pedro Enríquez reanudó con el arzobispo Juan García Manrique el pleito por la posesión de las fortalezas de Castro de Montes y de la Barreira, y hay constancia de que el 24 de octubre de 1398 se concedió un poder a los canónigos Alfonso Arias, Domingo Fernández de Cándamos, doctor en Decretos, y Juan Vázquez de Collora, licenciado en Leyes, para que prosiguieran el pleito ante la Corte castellana, pero el conde Pedro Enríquez falleció dos años después, el 2 de mayo de 1400.

### Castro de Montes en elsigloXV

Escudo de armas del duque Fadrique Enríquez, que era idéntico al usado por su padre.

A principios de 1424 Fadrique Enríquez, que era duque de Arjona e hijo y heredero del conde Pedro Enríquez, exigió a Lope de Mendoza, arzobispo de Santiago de Compostela, que le entregara las fortalezas de Castro de Montes y de la Barreira y las villas coruñesas de Mugía y Finisterre, argumentando que antes habían pertenecido a su padre, el conde Pedro Enríquez. Y como el arzobispo se negó a entregárselas, el duque de Arjona le envió una carta en la que afirmó que lo destruiría a él y también a «su arzobispado y a todos sus vasallos», por lo que el 3 de febrero de 1424 el arzobispo le entregó la fortaleza de Castro de Montes junto con su jurisdicción «para que la amparase y defendiese». Sin embargo, Pardo de Guevara y Valdés afirmó que López Ferreiro se equivocó al señalar que la torre de la Barreira fue entregada por el arzobispo al duque Fadrique Enríquez en 1424, ya que hay pruebas de que la cedió en encomienda al duque Fadrique Enríquez de Castilla en 1420 y no en 1424.
Además, Eduardo Pardo de Guevara y Valdés señaló que en el Archivo de los duques de Alba se conserva una carta, con restos de su sello, en la que el arzobispo Lope de Mendoza ordenaba a los habitantes de las tierras de Castro de Montes que llevaran sus rentas y derechos al duque Fadrique Enríquez, ya que, según consta en la carta, el prelado compostelano «se las había dado». Sin embargo, en julio de 1429 el duque de Arjona fue apresado por orden del rey Juan II de Castilla, y hay constancia de que cuando sus posesiones fueron confiscadas por orden del rey muchas de ellas, como las fortalezas de Castro de Montes y la torre de la Barreira, quedaron en manos de su hermana, Beatriz Enríquez de Castilla, que a la larga, y tras su matrimonio con Pedro Álvarez Osorio, conseguiría reunir buena parte de las posesiones de su padre y hermano.
La fortaleza de Castro de Montes fue derribada, al igual que otras muchas de Galicia, durante las Guerras Irmandiñas, pero posteriormente volvió a ser reconstruida en la época del arzobispo Alonso de Fonseca.